# Maria Perrusi
Maria Perrusi (née le 13 septembre 1991 à Cosenza) est un mannequin italien.

## Biographie
Maria Perrusi est diplômée en comptabilité de Paola (CS) à l'université de Palerme.
En 2009, Maria est couronnée Miss Italie 2009, tenante du titre Miss Calabre 2009, qualifié pour Miss Italie.
Elle participe au calendrier 2010, intitulé Miss Italie « le monde des femmes », photographié par Marino Parisotto.
Fin 2009, Maria fait ses débuts dans la mode avec la maison Gattinoni, puis fait plusieurs défilés.
Le 2 février 2010 est un témoignage de la collection d'été Renato Balestra printemps 2010, le spectacle avec une robe de mariée de clôture.
Le 12 novembre 2010 à Camigliatello Silano elle reçoit le Premio Sila. Le 3 juillet 2011 devient pour la Chambre régionale de la mode Calabrese « Ambassadeur pour les 150 ans de l'unification de l'Italie de la Chambre régionale de la mode Calabrese. »